# اچ‌دی ۲۱۷۱۰۷
اچ‌دی ۲۱۷۱۰۷ یک ستاره است که در صورت فلکی ماهی قرار دارد.